# Isla Perico
Isla Perico ist eine Insel in El Salvador. Sie liegt rund 6 Kilometer nördlich des neuen Hafens Puerto La Unión Centroamericana im Golf von Fonseca in der Bucht Bahia de La Union.

## Geschichte
Die Insel mit einer Fläche von 1,02 km² wurde in den 1940er Jahren dauerhaft besiedelt. Die ersten Familien, die sich auf der Insel niederließen, stammten aus dem rund zehn Kilometer Luftlinie entfernten Municipio San Alejo. Die Nachkommen wurden auf der Insel Perico geboren. Über eine ehemals prähistorisch Besiedlung der Insel ist nichts bekannt. 
Die Einwohnerzahl wird mit rund 100 Personen genannt. Die Wohnsiedlung befindet sich im nordöstlichen Teil der Insel. Neben den rund 25 Einfamilienhäusern, die meist aus Mangrovenholz errichtet wurden, gibt es auch eine Grundschule für rund 35 Kinder die vom Ministerio de Educación (Bildungsministerium El Salvador) finanziert und unterhalten wird. Verwaltungstechnisch gehört die Insel zum Departamento La Unión.
Die meisten Einwohner sind in der handwerklichen Fischerei und Extraktion von Muscheln, Austern, Abalone beschäftigt. Daneben wird auch Landwirtschaft und Viehzucht zur Eigenversorgung betrieben. Das benötigte Holz der Schwarzen Mangrove wächst im vorgelagerten Brackwasserbereich der Insel.
Das Trinkwasser für die Bewohner wird mit dem Schiff vom Festland bezogen. Das restliche benötigte Wasser, zum Waschen von Kleidung und Baden, kommt aus kleinen Süßwasserbrunnen, die sich an den Ufern der Insel befinden. Die Stromversorgung besteht aus Solaranlagen oder dieselbetriebenen Generatoren.